# 黒瀬翔生
黒瀬 翔生（くろせ しょうい、1994年（平成6年）11月22日 - ）は、フジテレビのアナウンサー。

## 経歴
長野県安曇野市出身。身長177cm。血液型はB型。
安曇野市立堀金中学校、長野県松本蟻ヶ崎高等学校、法政大学法学部政治学科卒業。
大学1年から3年まで法政大学自主マスコミ講座に所属し、2015年と2016年の「法政大学入学式」や2017年の「第135回法政大学学位授与式」で司会を務めた。
2017年4月、アナウンサーとしてフジテレビ入社。同期入社は、久慈暁子（2022年4月30日退社後、フリー転身）・海老原優香・安宅晃樹。

## 人物
漢字検定2級、語彙・読解力検定2級の資格を所持している 。
特技はルービックキューブとハイパーヨーヨー、趣味はクレーンゲーム・料理。
担当したい番組はスポーツ番組で、スポーツ実況志望。
小学校5年生の時にジャニーズ事務所に履歴書を送ったり、ジュノン・スーパーボーイ・コンテストに応募したことがあるが、いずれも落選した。
学生時代の部活動はサッカー部出身で、大学1・2年生の時はサッカーを通してカンボジアの村へ国際協力をしていた経験があり、カンボジアでサッカーをしたり、サッカー道具の寄付をしていた。
2021年、結婚。2022年4月8日放送分の『ポップUP!』の女優の佐々木希へのインタビューで同年6月中に第一子が誕生することを報告した。黒瀬曰く、妻は佐々木希似であるという。6月17日に長女が誕生し、7月から3週間の育児休暇を経て8月に復帰した。2024年4月20日に次女が誕生した。
愛妻家で番組のロケ中にも妻のことを語る一面がみられた。
同期で2歳年上の安宅晃樹と仲が良い。　
乃木坂46の大ファンであり、飼っている犬の名前を同グループの元メンバーの齋藤飛鳥のニックネームの「あしゅ」にしている。

## 出演番組
レギュラー出演番組・キャスター名
| 期間                                       | 期間      | 月曜日                      | 火曜日                             | 水曜日                      | 木曜日                                  | 金曜日                                                                     | 土曜日                      | 日曜日                      |
| ------------------------------------------ | --------- | --------------------------- | ---------------------------------- | --------------------------- | --------------------------------------- | -------------------------------------------------------------------------- | --------------------------- | --------------------------- |
| 2017.10                                    | 2018.3    | （なし）                    | （なし）                           | （なし）                    | めざましテレビアクア ニュースキャスター | めざましテレビ 『ココ調』リポーターめざましテレビアクア ニュースキャスター | （なし）                    | （なし）                    |
| 2018.4                                     | 2018.9    | （なし）                    | （なし）                           | （なし）                    | （なし）                                | めざましテレビ 『ココ調』リポーター                                        | （なし）                    | S-PARK フィールドキャスター |
| 2018.10                                    | 2019.4    | （なし）                    | （なし）                           | （なし）                    | ノンストップ! プレゼンター              | めざましテレビ 『ココ調』リポーター                                        | （なし）                    | S-PARK フィールドキャスター |
| 2019.4                                     | 2020.1    | （なし）                    | めざましテレビ スポーツキャスタ1ー | （なし）                    | ノンストップ! プレゼンター              | めざましテレビ スポーツキャスター1                                         | （なし）                    | S-PARK フィールドキャスター |
| 2020.2                                     | 2020.3    | （なし）                    | めざましテレビ スポーツキャスタ1ー | （なし）                    | ノンストップ! プレゼンター              | めざましテレビ スポーツキャスター1                                         | S-PARK フィールドキャスター | （なし）                    |
| 2020.4                                     | 2020.6    | ノンストップ! プレゼンター  | （なし）                           | （なし）                    | （なし）                                | めざましテレビ スポーツキャスター1                                         | S-PARK フィールドキャスター | （なし）                    |
| 2020.7                                     | 2020.8    | ノンストップ! プレゼンター  | めざましテレビ スポーツキャスター  | （なし）                    | （なし）                                | めざましテレビ スポーツキャスター1                                         | S-PARK フィールドキャスター | （なし）                    |
| 2020.8                                     | 2020.9    | ノンストップ! プレゼンター  | （なし）                           | （なし）                    | （なし）                                | めざましテレビ スポーツキャスター1                                         | S-PARK フィールドキャスター | （なし）                    |
| 2020.10                                    | 2021.3    | （なし）                    | （なし）                           | （なし）                    | （なし）                                | （なし）                                                                   | S-PARK フィールドキャスター | （なし）                    |
| 2021.4                                     | 2022.3    | （なし）                    | （なし）                           | （なし）                    | FNN Live News α フィールドキャスター2   | FNN Live News α フィールドキャスター2                                      | S-PARK フィールドキャスター | （なし）                    |
| 2022.4                                     | 2022.10   | ポップUP! エンたね特派員    | ポップUP! エンたね特派員           | ポップUP! エンたね特派員    | ポップUP! エンたね特派員                | ポップUP! エンたね特派員                                                   | S-PARK メーンキャスター     | （なし）                    |
| 2022.10                                    | 2022.12   | ポップUP! エンたね特派員    | ポップUP! エンたね特派員           | ポップUP! エンたね特派員    | ポップUP! エンたね特派員                | ポップUP! エンたね特派員                                                   | S-PARK メーンキャスター     | S-PARK ニュースキャスター   |
| 2023.1                                     | 2023.9    | （なし）                    | （なし）                           | （なし）                    | （なし）                                | （なし）                                                                   | S-PARK メーンキャスター     | S-PARK ニュースキャスター   |
| 2023.10                                    | 2024.3    | （なし）                    | （なし）                           | （なし）                    | （なし）                                | （なし）                                                                   | S-PARK メーンキャスター     | （なし）                    |
| 2024.4                                     | 2024.5.17 | （なし）                    | すぽると!onTVer キャスター         | （なし）                    | （なし）                                | （なし）                                                                   | すぽると!onTVer キャスター  | （なし）                    |
| 2024.5.18                                  | 2024.7頃  | 2か月間の育児休暇のため休職 | 2か月間の育児休暇のため休職        | 2か月間の育児休暇のため休職 | 2か月間の育児休暇のため休職             | 2か月間の育児休暇のため休職                                                | 2か月間の育児休暇のため休職 | 2か月間の育児休暇のため休職 |
| 2024.7頃                                   | 2024.9    | （なし）                    | すぽると!onTVer キャスター         | （なし）                    | （なし）                                | （なし）                                                                   | すぽると!onTVer キャスター  | （なし）                    |
| 2024.11                                    | 2025.3    | （なし）                    | （なし）                           | （なし）                    | （なし）                                | （なし）                                                                   | （なし）                    | （なし）                    |
| 2025.4                                     | 現在      | （なし）                    | サン!シャイン ナレーション         | サン!シャイン ナレーション  | （なし）                                | （なし）                                                                   | （なし）                    | （なし）                    |
| 備考 - 1 立本信吾の後任 - 2 安宅晃樹の後任 |           |                             |                                    |                             |                                         |                                                                            |                             |                             |

### その他
- スポーツ中継（野球・サッカー・バスケットボール・バレーボール・F1）

- ダウンタウンなう（2017年6月9日） - 「フジ新人アナ」としてゲスト出演
- 夜のアナウンサー研修（2017年6月6日 - 6月30日）
- VS嵐（2018年2月15日） - 「ジャニーズ大好きチーム」の一員として出演
- KinKi Kidsのブンブブーン（2020年10月3日 - 2022年12月） - 進行
- BSフジLIVE　プライムニュース - ニュース（2020年11月11日 - 2021年3月）
- FNN Live News α
  - 今湊敬樹休暇・不在時のフィールドキャスター代行（2021年6月9日、9月15日、10月13日、12月22日・28日）
  - 内野泰輔休暇時のスポーツキャスター代行※兼務担当（2021年11月11日、12月28日）
- ぽかぽか（2025年3月21日） - 実況